# أول طنطا (حي)
حي أول، هو إحدى التقسيمات الداخلية لمدينة طنطا في محافظة الغربية، جمهورية مصر العربية.